# 内蒙古自治政府
内蒙古自治政府，简称内蒙古，是中华民国在大陆统治的末期在东北部边疆成立的一个自治政府，首府王爷庙（今乌兰浩特）。内蒙古自治政府是抗日战争之后中国共产党领导的第一个少数民族自治政府。

## 背景

### 内外蒙古统一梦想破灭
1945年8月18日，日本投降后，哈丰阿等人在王爷庙发表了《内蒙古人民解放宣言》，组织“内蒙古人民解放委员会”，恢复了内蒙古人民革命党活动，建立东蒙古党部；提出实行民族平等、联合中国革命力量，争取民族解放以及内外蒙合并等项政治主张。之后，内蒙古人民革命党派出大批青年分赴各盟旗，发展内蒙古人民革命党各级组织，同时进行“内外蒙合并”签名活动。与此同时，为了建立民族武装，与阿思根一道，经过与苏联军队的协商，释放了被俘的兴安军中的蒙古士兵，组建了民警队和警备队以维持当地的治安，后来，以这支武装为基础成立了内蒙古骑兵第一师。
同年10月，哈丰阿、特木尔巴根、博彦满都等内蒙古民族自治运动领袖们拿着10万人的签名前往外蒙古乌兰巴托，面见蒙古人民革命党领袖乔巴山，提出了内外蒙古合并结成一个独立国家的诉求。从蒙古族人的角度来讲，外蒙古虽然也有与内蒙古统一合并成一个国家的民族愿望，但是受到外部大环境的制约，却不得不将内外蒙古统一合并的要求拒之门外。这是因为二战结束前夕，1945年2月苏美英三方达成的《雅尔塔协定》中，将蒙古人民共和国领土范围维持现状不变作为会谈内容之一确认下来；当时的苏联政府虽然支持外蒙古独立，但是也担心内外蒙古的统一引发“泛蒙古主义”影响到苏联境内的蒙古人居住的布里亚特地区，另外又考虑到来自美国方面的牵制，因而也并不愿意看到内外蒙古的合并统一；另外，在1945年6月至8月之间，斯大林与当时的中华民国外交部部长宋子文经过多次谈判，在外蒙古独立问题上，最终迫使中华民国政府接受了通过外蒙古全民公投表决后，承认其表决的结果。为此，对来自内蒙古的要求与外蒙古统一呼声，外蒙古领导人只得劝说：“由于雅尔塔协定，我们刚刚在以现有的疆域为边界的条件下得到了承认，怎么再能越境来干涉邻国的问题呢？……不过我们还可以通过党与党之间的关系，告诉中国共产党注意到内蒙古的问题，你们为了今后也应多与中国共产党联系。”

### 东蒙古自治政府成立
东蒙民族自治运动对外与外蒙古统一无望，回到王爷庙的哈丰阿和其他的东蒙民族运动的领导人一道，在内蒙古东部地区开展了自治运动。1946年1月东蒙民族自治运动在王爷庙成立了东蒙古人民自治政府，哈丰阿任秘书长。在东蒙古人民自治政府施政纲领中明确提出：“联合支持各少数民族自治、自决以及东蒙古人民自治政府的政党，建设自由、民主、和平的新东蒙古人民自治政府，为宗主国的繁荣、发展而奋斗；成立东蒙独立银行，发行独立货币；成立组建为保卫东蒙人民的自治权和东蒙古人民自治政府的军队”等一系列方针。
东蒙古人民自治政府的成立，对刚刚承认外蒙古独立的中华民国政府冲击很大，国民政府认为这是苏联和外蒙古试图分裂中国的阴谋，因而拒绝承认东蒙古人民自治政府。另外一方面，国共两党都在为即将到来的第二次国共内战而做准备，东北地区是国共两军势在必夺的战略要地，中共在还没有把握胜局的情况下，为了结成“統一戰線”对付国民政府，力图将内蒙古民族自治运动力量争取到自己的阵营当中，当时的中共中央东北局、西满分局向东蒙古人民自治政府发出了贺电，并向内蒙古民族自治运动展示了“尊重民族自治”和“反对国民党政府的大汉族主义”这一未来的政策方针。同时，苏联远东方面军的罗季翁·雅科夫列维奇·马利诺夫斯基元帅也向中共提出，希望中共大力支持东蒙古人民自治政府。
成立不久的东蒙古人民自治政府一开始也并没有放弃与国民政府的沟通管道。1946年2月中旬，东蒙古人民自治政府派出以玛尼巴达拉为首、桑杰扎布为秘书的一个代表团，经北平试图去重庆晋见中国国民党總裁、国民政府主席蒋介石，阐述内蒙古民族自治的诉求。但是由于种种原因，代表团的重庆之行未能实现而滞留在北平。1946年3月17日在重庆召开的中国国民党第六届中央委员会第二次全体会议上，通过了《边疆问题决议案》。尽管内蒙古人对这项决议案看法不一，但是都认为这项决议案比抗日战争之前国民政府对内蒙古问题的解决方案要开明得多。但是，对这个决议案，傅作义、熊式辉等这些与内蒙古有利害关系的边疆大吏表示，这是党的文件，不是政府的法令，对他们没有约束力，他们没有遵从的义务，尽管他们也是国民党的中央执行委员。而他们的态度也显示了国民党和国民政府没有实行这个决议的诚意。东蒙古人民自治政府代表团空手而归，使得东蒙古人民自治政府方面对国民政府彻底失望，国民政府的所作所为将东蒙自治运动完全地推到了中共阵营。

### 四三会议
虽然中国共产党对“东蒙民族自治运动”的态度与国民党不同，但对东蒙民族自治运动所表现出来的民族主义倾向以及哈丰阿的活动却一直保持关注。不过因面临与国民政府即将展开的内战，中共对东蒙民族自治运动的态度非常谨慎，其目的在于避免将该自治运动的力量推向敌对阵营；与此同时，中国共产党又将以乌兰夫为代表的“中共延安派”的势力伸展到内蒙古东部地区，通过乌兰夫来掌控内蒙古民族自治运动。
1946年3月30日至4月2日在承德召开的内蒙古自治运动联合会会议上，以博彦满都、哈丰阿为代表的东蒙古人民自治政府与以乌兰夫、刘春为代表的“中共延安派”就东西内蒙古自治运动的整合、如何实现自治、内蒙古人民革命党的未来等一系列问题进行了激烈的争论。4月3日，确定了东西内蒙古自治运动的合并。解散东蒙古人民自治政府、停止内蒙古人民革命党的活动等一系列决议。
“四三会议”意味着中共开始掌控内蒙古民族自治运动。“四三会议”后，哈丰阿也于当年加入了中国共产党。但是在中共的看来，东蒙政府内部弥漫着不满中共的情绪，对外宣传自治，内部却依旧抱有主张接近独立的高度自治的想法。 中共因而担心东蒙地区的领导人不能贯彻四三会议宗旨，当时的西满分局书记、军分区政委李富春特意将该军区政治部主任张平化派遣到王爷庙以进行监控。

## 内蒙古自治政府的成立

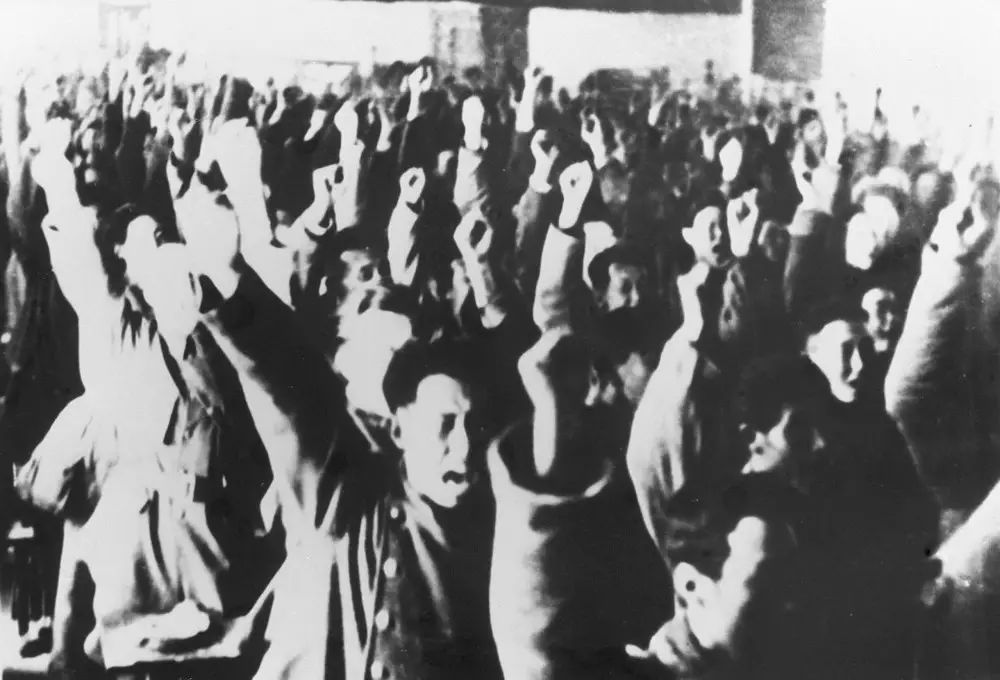
内蒙古人民代表会议通过成立内蒙古自治政府的决议，代表们高呼口号

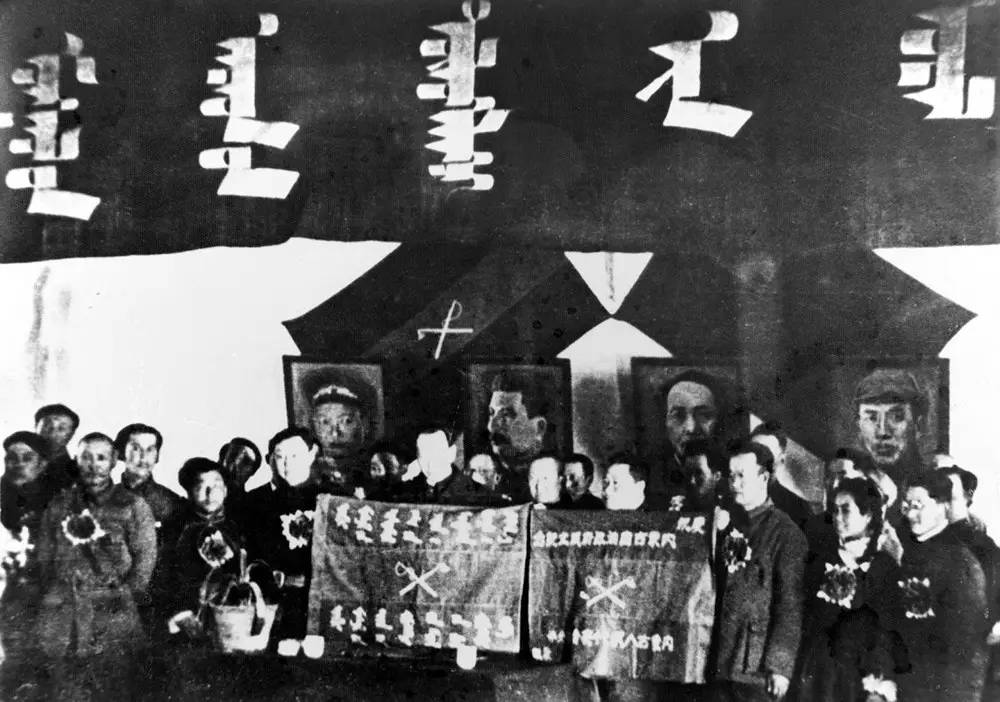
自治政府成立大会

就在国共两军鏖战正酣时期，1947年4月23日，在王爷庙召开了内蒙古人民代表会议和成立内蒙古自治政府的有关事宜。来自内蒙古大部分盟旗的蒙古、达斡尔、鄂温克、汉、满、回、朝鲜等各民族代表393人出席会议。会后第3天，就地召开了内蒙古人民代表大会（蒙古语：ᠥᠪᠦᠷ
ᠮᠣᠩᠭᠣᠯ ᠤᠨ
ᠠᠷᠠᠳ ᠤᠨ
ᠲᠥᠯᠥᠭᠡᠯᠡᠭᠴᠢ
 ᠶᠢᠨ
ᠬᠤᠷᠠᠯ），此即五一会议。会议通过了乌兰夫的政治报告和内蒙古自治政府自治宣言、施政纲领、组织大纲等文件，选举产生内蒙古自治政府临时参议会及组成人员，乌兰夫等121人当选为参议员，其中蒙古族、达斡尔族96 人，汉族24人，回族1人，妇女5人。代表大会选举政府委员21人，其中只有3名汉族委员，乌兰夫（当时称云泽）当选为内蒙古自治政府主席，哈丰阿当选为副主席。博彦满都为议长，吉雅泰为副议长，内蒙古自治政府宣告成立。
5月3日，内蒙古自治政府在王爷庙召开第一次政府委员会议，任命政府各部门负责人。会议决定，5月1日为内蒙古自治政府成立纪念日。

### 政权演变
| 先前機關： · 中華民國 · 兴安省政府 | 中華民國－ 中华人民共和国 · 內蒙古自治政府 · 1947年5月1日－1949年12月2日 | 後繼機關： · 中华人民共和国 · 内蒙古自治区人民政府 |

| 先前領導人： · 中華民國 · 兴安省政府主席：特木尔巴根 | 中華民國－ 中华人民共和国 · 內蒙古自治政府主席：雲澤 · 1947年5月1日－1949年12月2日 | 後繼領導人： · 中华人民共和国 · 内蒙古自治区人民政府主席：乌兰夫 |

| 先前執政黨： · 中華民國 · 内蒙古人民革命党 | 中華民國－ 中华人民共和国 · 內蒙古共產黨工作委员会 · 1947年7月1日－1949年12月2日 | 後繼執政黨： · 中华人民共和国 · 中国共产党內蒙古自治區委員會 |

### 自治政府组成人员和驻会议员
| 候選人             | 候選人 | 政黨 | 政黨       | 得票 | 得票   | 當選 |
| ------------------ | ------ | ---- | ---------- | ---- | ------ | ---- |
| 候選人             | 候選人 | 政黨 | 政黨       | 票數 | 得票率 | 當選 |
| 內蒙古自治政府主席 | 雲澤   |      | 中国共产党 | 393  | 100%   | 當選 |

- 政府主席：云泽

- 政府副主席：哈丰阿

- 政府委员（19名）：特木尔巴根、奎璧、阿思根、朋斯克、乌力吉敖其尔、乌兰、胡尔沁毕力格、王再天、那钦双和尔、鄂嫩日图、王海山、哈斯巴特尔、都固尔扎布、高布泽博、旺楚格、巴彦、刘春、王铎、胡秉权

- 参议会议长：博彦满都

- 参议会副议长：吉雅泰

- 参议会驻会议员（9名）：特古斯朝克图、义德嘎苏荣、拉玛扎布、王海峰、克力更、尼玛、旺庆、高万宝扎布、图布新

- 政府办公厅厅长：王再天
  - 民政部长：奎璧
  - 军事部长：阿思根
  - 财政经济部长：特木尔巴根
  - 文化教育部长：高布泽博
  - 公安部长：朋斯克
  - 参事厅厅长：松津旺楚克
  - 民族事务委员会委员长：刘春

### 行政区划
1947年成立时，辖呼伦贝尔盟、纳文慕仁盟、兴安盟、锡林郭勒盟、察哈尔盟、卓索图盟的34个旗（市）1个县，辖区面积为53.8万平方公里，人口共约200万，其中蒙古族约50万人。1949年5月，遵照中共中央指示，哲里木盟、昭乌达盟两盟划归内蒙古自治政府领导。
| # | 中文               | 蒙古文           | 蒙古語羅馬轉寫       | 行政级别 |
| - | ------------------ | ---------------- | -------------------- | -------- |
| 1 | 锡林郭勒盟         |                  | Sili-yin ɣoul ayimaɣ | 盟       |
| 2 | 兴安盟             |                  | Kingɣan ayimaɣ       | 盟       |
| 3 | 呼伦贝尔盟（岭西） |                  | Kölün buyir ayimaɣ   | 盟       |
| 4 | 察哈尔盟           | ᠴᠠᠬᠠᠷ ᠠᠶᠢᠮᠠᠭ     | Chakhar ayimaɣ       | 盟       |
| 5 | 纳文慕仁盟         | ᠨᠤᠨ ᠮᠥᠷᠡᠨ ᠠᠶᠢᠮᠠᠭ | Nawenmuren ayimaɣ    | 盟       |
| 6 | 哲里木盟           | ᠵᠢᠷᠢᠮ ᠠᠢ᠌ᠮᠠᠭ      | Jirim ayimaɣ         | 盟       |
| 7 | 昭乌达盟           | ᠵᠤᠤ ᠤᠳᠠ ᠠᠶᠢᠮᠠᠭ   | Juu Uda ayimaɣ       | 盟       |
| 8 | 卓索图盟           | ᠵᠣᠰᠤᠲᠤ ᠠᠶᠢᠮᠠᠭ    | Josutu ayimaɣ        | 盟       |

### 联邦制的构想
无论是1945年成立的东蒙古人民自治政府还是1947年成立的内蒙古自治政府，其施政纲领都体现了在联邦制国家的框架下实现高度自治的构想，1947年10月在《内蒙自治报》上连续刊登的专题文章中阐述了这种理念。施政纲领中规定：内蒙古自治政府是内蒙古的蒙古民族各阶层联合内蒙古境内的各个民族，实施高度自治的民主政府；内蒙古自治政府是内蒙古各盟、旗的自治区域，是中华民国的组成部分；内蒙古自治政府充分保障蒙古民族的土地所有权，保护牧地。……合理解决汉人与蒙古人的土地关系，实行减租增资和互助活动，改善人民的经济生活；拥有独自的土地政策和发行独自货币的权利等。在内蒙古自治政府成立的前夕，乌兰夫在向中共中央的提案中，提出建立少数民族的地方宪法、保留地方武装、拥有在国家正规军中组织由少数民族单独构成的军团的权利等建议。
自治政府实际上也实行了高度自治。其标志为：
1. 属有区土所有权。“蒙古自治政府施政纲领”明确规定“保护蒙古民族土地总有权之完整。保护牧场，保护自治区域内其他民族之土地现有权利。”蒙古族历来没有把土地私有化，土地属于以旗为单位的贵族和平民所共有，因此“纲领”有“总有权”之说法。（很明确，土地总有是蒙古民族的总有，不是公有或国有。）
2. 属有自治地方武装部队。部队名称为“内蒙古人民自卫军”。“纲领”规定：“建设与发展内蒙古人民自卫军。人民自卫军必须忠于民族，忠于人民，拥护政府…。”
3. 属有政府旗帜。自治政府打出了自己的旗帜。政府旗设计为红、青、红横状三条色，青色中央有锄头和套马杆相交图案，其上方有五角菱形红星。锄头代表蒙古农民（也包括其他民族农民），套马杆代表蒙古牧民，红色象征革命，青色象征蒙古族。红星代表内蒙古共产党工作委员会，它的前身是内蒙古人民革命党。

### 军事
1946年4月，内蒙古自治运动实现了统一，内蒙古解放区各武装部队统一整编为内蒙古人民自卫军，在内蒙古自治运动联合会和八路军有关军区的领导下进行自卫解放战争，乌兰夫任司令员兼政委，下辖骑兵第1、2、3、4师、第11、16 师，卓索图盟纵队及警卫团和独立骑兵第3团（由原骑兵第5师主力编成），独立骑兵第9团（由原骑兵第6师改编）。兵力达2万余人。
| 先前機關： · 滿洲國 · 興安軍 | 中華民國 · 内蒙古人民自卫军（內蒙古人民解放軍） · 1946年4月3日－1949年5月 | 後繼機關： · 中华人民共和国 · 中国人民解放军内蒙古军区 |

## 内蒙古自治政府的结局
内蒙古自治政府成立初期，直接管辖领导的区域只有呼伦贝尔、纳文慕仁、兴安、锡林郭勒、察哈尔五盟。1949年5月，遵照中共中央指示，哲里木、昭乌达两盟划归内蒙古自治政府领导。1949年12月2日，内蒙古自治政府正式改称内蒙古自治区人民政府，并将自治区党政机关迁往张家口。中共执掌绥远、甘肃、宁夏后，伊克昭盟和乌兰察布盟分别成立了自治区人民政府，阿拉善、额济纳分别改称为蒙古族自治旗。
1952年，内蒙古自治区党政机关又由张家口西迁归绥市。同年，察哈尔省建制撤销。1954年3月，正式实行“蒙绥合并”，撤销绥远省建制，辖区全部划归内蒙古自治区。4月，归绥市更名为蒙古语原有名称呼和浩特。1956年，国务院又先后发布政令，撤销热河省建制，将原热河所辖翁牛特、喀喇沁、敖汉等六旗县及甘肃所辖巴彦浩特蒙古族自治州、额济纳蒙古族自治旗划归内蒙古。
1969年3月，中苏爆发中苏珍宝岛事件，由于内蒙古自治区较为狭长，战时不利于管理。为应对苏联威胁，中共中央決定﹕將內蒙古自治區呼倫貝爾盟（相當於地區）劃歸黑龍江省；哲里木盟劃吉林省；巴彦淖尔盟劃歸寧夏回族自治區；阿拉善盟劃歸甘肅省。結果，使原內蒙古自治區三分之二的區域被劃出。中苏关系缓和后，1979年7月1日，內蒙古自治區恢復原行政區劃。

## 有關影視作品
- 《草原春來早 （页面存档备份，存于）》：2007年20集電視劇，為慶祝內蒙古自治區成立60周年而攝，講述雲澤（烏蘭夫）等人與德王、日本侵略軍和国民政府角力，最後在1947年成立内蒙古自治政府的故事。